# Rhinogobius

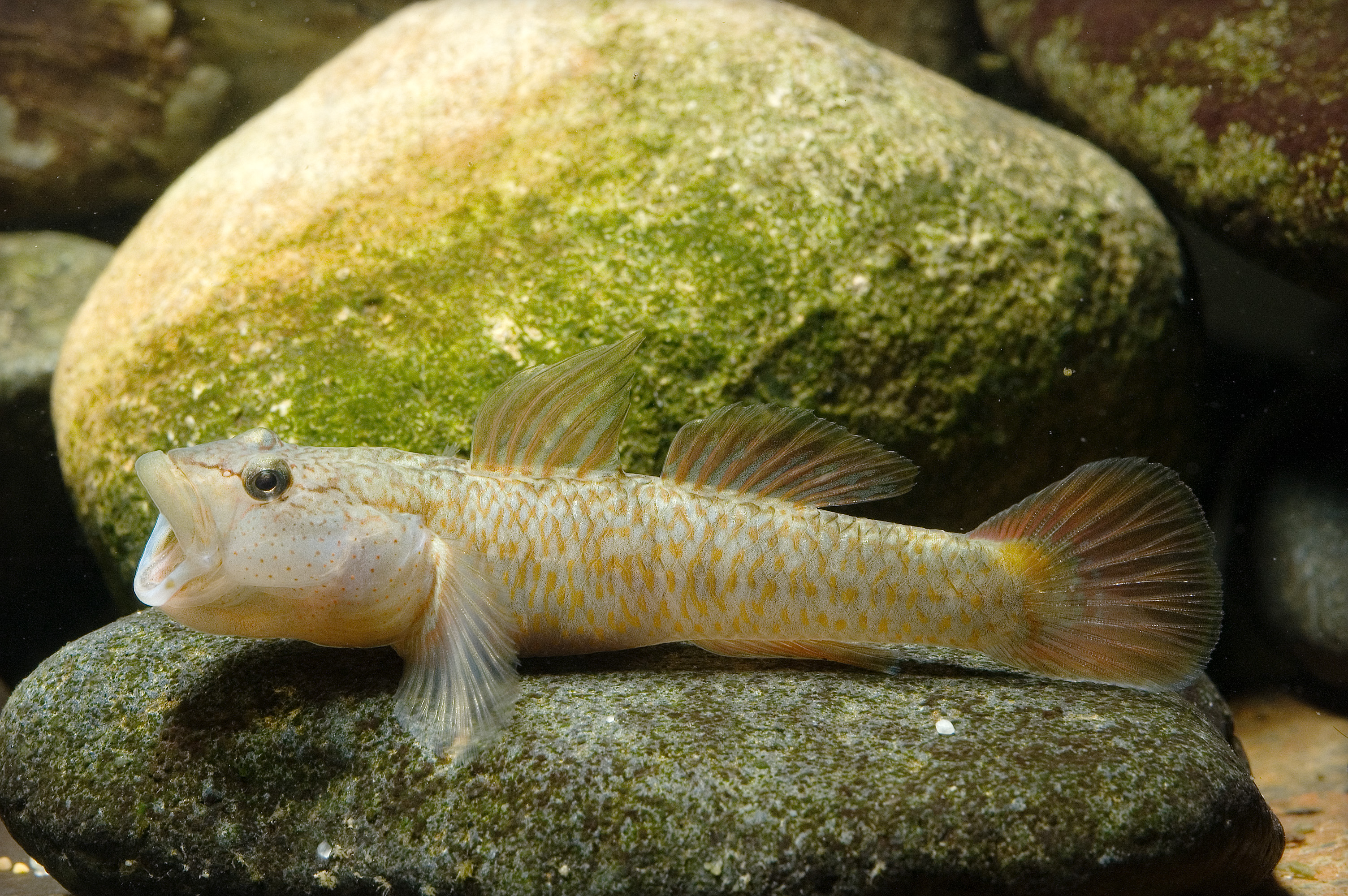
Rhinogobius flumineus

A Rhinogobius a csontos halak (Osteichthyes) főosztályának a sugarasúszójú halak (Actinopterygii) osztályába, ezen belül a sügéralakúak (Perciformes) rendjébe, a gébfélék (Gobiidae) családjába és a Gobionellinae alcsaládjába tartozó nem.

## Rendszerezés
A nembe az alábbi 63 faj és 2 alfaj tartozik:
- Rhinogobius albimaculatus Chen, Kottelat & Miller, 1999
- Rhinogobius boa Chen & Kottelat, 2005
- Rhinogobius brunneus (Temminck & Schlegel, 1845)
- Rhinogobius bucculentus (Herre, 1927)
- Rhinogobius candidianus (Regan, 1908)
- Rhinogobius carpenteri Seale, 1910
- Rhinogobius changjiangensis Chen, Miller, Wu & Fang, 2002
- Rhinogobius changtinensis Huang & Chen, 2007
- Rhinogobius chiengmaiensis Fowler, 1934
- Rhinogobius cliffordpopei (Nichols, 1925)
- Rhinogobius davidi (Sauvage & Dabry de Thiersant, 1874)
- Rhinogobius delicatus Chen & Shao, 1996
- Rhinogobius duospilus (Herre, 1935)
- Rhinogobius filamentosus (Wu, 1939)
- Rhinogobius flavoventris Herre, 1927
- Rhinogobius flumineus (Mizuno, 1960)
- Rhinogobius genanematus Zhong & Tzeng, 1998
- Rhinogobius gigas Aonuma & Chen, 1996
- Rhinogobius giurinus (Rutter, 1897)
- Rhinogobius henchuenensis Chen & Shao, 1996
- Rhinogobius henryi (Herre, 1938)
- Rhinogobius honghensis Chen, Yang & Chen, 1999
- Rhinogobius imfasciocaudatus Nguyen & Vo, 2005
- Rhinogobius lanyuensis Chen, Miller & Fang, 1998
- Rhinogobius leavelli (Herre, 1935)
- Rhinogobius lentiginis (Wu & Zheng, 1985)
- Rhinogobius lindbergi Berg, 1933
- Rhinogobius lineatus Chen, Kottelat & Miller, 1999
- Rhinogobius linshuiensis Chen, Miller, Wu & Fang, 2002
- Rhinogobius longipinnis Nguyen & Vo, 2005
- Rhinogobius longyanensis Chen, Cheng & Shao, 2008
- Rhinogobius lungwoensis Huang & Chen, 2007
- Rhinogobius maculafasciatus Chen & Shao, 1996
- Rhinogobius maculicervix Chen & Kottelat, 2000
- Rhinogobius mekongianus (Pellegrin & Fang, 1940)
- Rhinogobius milleri Chen & Kottelat, 2001
- Rhinogobius multimaculatus (Wu & Zheng, 1985)
- Rhinogobius nagoyae Jordan & Seale, 1906
  - Rhinogobius nagoyae formosanus Oshima, 1919
  - Rhinogobius nagoyae nagoyae Jordan & Seale, 1906
- Rhinogobius nammaensis Chen & Kottelat, 2001
- Rhinogobius nandujiangensis Chen, Miller, Wu & Fang, 2002
- Rhinogobius nantaiensis Aonuma & Chen, 1996
- Rhinogobius ogasawaraensis Suzuki, Chen & Senou, 2012
- Rhinogobius parvus (Luo, 1989)
- Rhinogobius philippinus (Herre, 1927)
- Rhinogobius ponkouensis Huang & Chen, 2007
- Rhinogobius reticulatus Li, Zhong & Wu, 2007
- Rhinogobius rubrolineatus Chen & Miller, 2008
- Rhinogobius rubromaculatus Lee & Chang, 1996
- Rhinogobius sagittus Chen & Miller, 2008
- Rhinogobius sangenloensis Chen & Miller, 2014
- Rhinogobius similis Gill, 1859 - típusfaj
- Rhinogobius sulcatus Chen & Kottelat, 2005
- Rhinogobius taenigena Chen, Kottelat & Miller, 1999
- Rhinogobius variolatus Chen & Kottelat, 2005
- Rhinogobius vermiculatus Chen & Kottelat, 2001
- Rhinogobius virgigena Chen & Kottelat, 2005
- Rhinogobius zhoui Li & Zhong, 2009
- Rhinogobius wangchuangensis Chen, Miller, Wu & Fang, 2002
- Rhinogobius wangi Chen & Fang, 2006
- Rhinogobius wuyanlingensis Yang, Wu & Chen, 2008
- Rhinogobius wuyiensis Li & Zhong, 2007
- Rhinogobius xianshuiensis Chen, Wu & Shao, 1999
- Rhinogobius yaoshanensis (Luo, 1989)